# Virus del fiume Ross
Il virus del fiume Ross (del fiume Ross Virus, RRV) è un Alphavirus a RNA di piccole dimensioni a filamento singolo incapsulato, endemico dell'Australia, della Papua Nuova Guinea e di altre isole del Pacifico meridionale. È responsabile di un tipo di malattia tropicale trasmessa dalle zanzare, non letale ma estremamente debilitante, nota come febbre del fiume Ross, in precedenza denominata poliartrite epidemica. Non esiste una cura nota e la malattia può persistere nell'organismo dell'ospite fino a 20 anni. Si sospetta che il virus sia enzootico nelle popolazioni di vari mammiferi nativi australiani, ed è stato trovato occasionalmente nei cavalli.

## Classificazione e morfologia
Dal punto di vista tassonomico, il virus del fiume Ross appartiene al genere alphavirus, che fa parte della famiglia togaviridae. Gli alfavirus sono un gruppo di piccoli virus a RNA a singolo filamento positivo, con involucro. Il virus RRV appartiene ad un sottogruppo di alfavirus del "Vecchio Mondo" (Eurasiatico-Africano-Australasiatico) e appartiene al complesso antigenico SF del genere alphavirus.
I virioni contengono il loro genoma in un capside proteico delle dimensioni di 700 Å di diametro. Sono caratterizzati dalla presenza di due glicoproteine (E1 ed E2) incorporate come dimeri trimerici in un involucro lipidico derivato dall'ospite.
Poiché il virus RRV viene trasmesso dalle zanzare, è considerato un arbovirus, termine non tassonomico per i virus trasmessi da vettori artropodi.

## Storia
Nel 1928, un'epidemia di artrite febbrile acuta fu registrata a Narrandera e Hay nel Nuovo Galles del Sud, in Australia. Nel 1943 furono descritti diversi focolai di artralgia e artrite nel Territorio del Nord, nel Queensland e nelle Isole Schouten, al largo della costa settentrionale della Papua Nuova Guinea. Per questa malattia è stato coniato il nome "poliartrite epidemica". Nel 1956 nella Murray Valley si verificò un'epidemia che fu paragonata alla "poliartrite virale acuta" causata dal virus Chikungunya. La malattia australiana sembrava progredire in modo più lieve. Nel 1956, i test sierologici suggerirono che una nuova specie sconosciuta di alfavirus (arbovirus di gruppo A) fosse il probabile colpevole.
Nel luglio e nell'agosto del 1956 e del 1957, un virus fu isolato dalle zanzare raccolte vicino a Tokyo, in Giappone, e fu soprannominato virus Sagiyama. Per un certo periodo si pensò che fosse una specie separata, ma ora è considerata conspecifica con il virus del fiume Ross.
Nel 1959, un nuovo alfavirus fu identificato in campioni di una zanzara (Aedes vigilax) intrappolata nel fiume Ross, situato a Townsville, nel Queensland, in Australia. Ulteriori test sierologici hanno dimostrato che i pazienti affetti da "poliartrite epidemica" nel Queensland presentavano anticorpi al virus. Il nuovo virus è stato chiamato virus del fiume Ross e la malattia febbre del fiume Ross.
Il virus fu isolato per la prima volta nel 1972 su topi lattanti. Si è scoperto che il virus RRV isolato dal siero umano può uccidere i topi. Tuttavia, il siero contenente il virus utilizzato proveniva da un ragazzo aborigeno di Edward River, nel Queensland settentrionale. Il bambino aveva la febbre e un'eruzione cutanea ma non l'artrite, rendendo il collegamento tra RRV e la febbre del fiume Ross meno concreto.
La più grande epidemia del virus si verificò nel 1979-1980 nel Pacifico occidentale. L'epidemia ha coinvolto le isole Figi, Samoa, le Isole Cook e la Nuova Caledonia. Tuttavia, il virus RRV venne successivamente isolato negli esseri umani in seguito a una serie di epidemie di poliartrite verificatesi nelle isole Figi, Samoa e nelle isole Cook nel 1979.
Nel 2010 si scoprì che il virus era arrivato nella zona di Aundhm a Pune, in India, e si era diffuso in altre parti della città.

## Ecologia

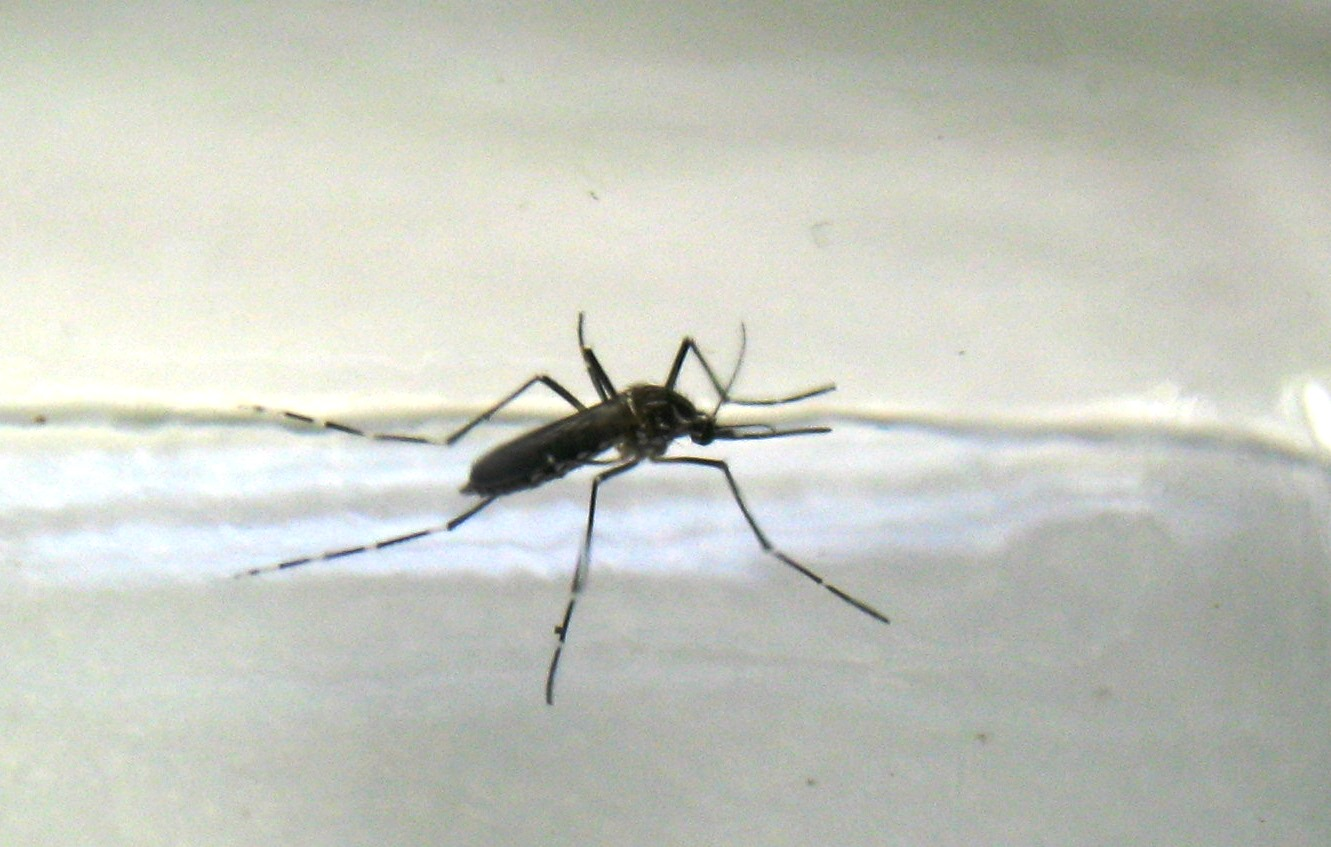
Zanzara del genere Aedes, vettore principale del virus

Nelle aree rurali e non urbane dell'Australia, si ritiene che la continua prevalenza del virus sia favorita dalla presenza di riserve naturali con grandi mammiferi marsupiali. Sono stati trovati anticorpi contro il virus in un'ampia varietà di mammiferi placentati e marsupiali, nonché in alcune specie di uccelli. Attualmente non si sa quali bacini ospitanti ospitino il virus del fiume Ross nelle aree metropolitane come Brisbane.
La zanzara delle saline meridionali (Aedes camptorhynchus), nota per essere portatrice del virus, è stata trovata a Napier, in Nuova Zelanda, nel 1998. Grazie ad un programma durato 11 anni condotto dal Ministero della Salute della Nuova Zelanda e, in seguito, dal Ministero dell'Agricoltura e della Pesca, la specie è stata dichiarata completamente eradicata dalla Nuova Zelanda nel luglio 2010. Da settembre 2006 non è stato segnalato alcun altro caso di virus del fiume Ross contratto in Nuova Zelanda.
Specie di zanzare diverse possono fungere da vettori, diffuse in diverse aree e posizioni stagionali e geografiche. Nelle regioni meridionali e settentrionali, il gruppo Aedes (A. camptorhynchus e A. vigilax ) è il principale vettore del RRV. Tuttavia, nell'entroterra, il vettore principale è la zanzara Culex annulirostris, mentre le zanzare Aedes diventano attive principalmente durante le stagioni umide.

## Rischi
Sono diversi i fattori che possono aumentare il rischio di contrarre il virus del fiume Ross in Australia. Questi rischi sono stati sperimentati in uno studio condotto nell’Australia tropicale che dimostra come fattori quali il campeggio, l’uso di indumenti di colore chiaro, l’esposizione a determinate specie di flora e fauna e specifici meccanismi di protezione siano in grado di aumentare o diminuire la probabilità di contrarre il virus. Aumentando la frequenza della permanenza in aree selvatiche il rischio per l'individuo aumenta di otto volte, il che suggerisce che una maggiore esposizione alla fauna selvatica aumenta il rischio. Ad esempio, anche l'esposizione di un individuo a canguri, wallaby e piante di bromelia aumenta il rischio, il che suggerisce che siano serbatoi di infezione, siti di riproduzione per le zanzare e potenziali vettori del virus. Gli anticorpi del virus del fiume Ross sono stati trovati nelle popolazioni in cattività di wallaby tammar e wallaroo nelle aree urbane del Nuovo Galles del Sud, in Australia, e pure sono potenziali serbatoi del virus. Sebbene queste aree presentino un rischio maggiore di contrarre il virus, gli esseri umani possono comunque interagire con la fauna selvatica, ma devono tenere presente che i meccanismi di prevenzione diventano sempre più importanti durante l'esposizione.

## Prevenzione
L'infezione da virus del fiume Ross può essere facilmente prevenuta attraverso piccoli meccanismi comportamentali che possono essere di grande importanza nelle aree tropicali e durante la partecipazione ad attività all'aperto, tra cui l'uso di repellenti per insetti o l'uso di zanzariere.

## Sintomi

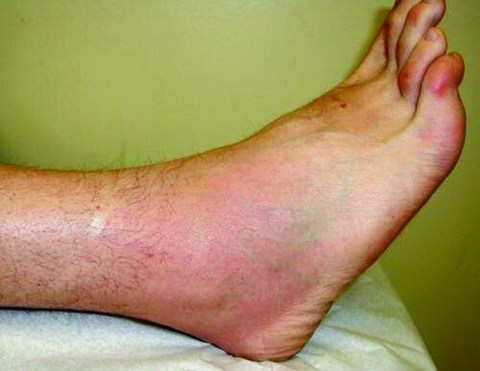
Esempio di irritazione cutanea su arto inferiore, causata da virus del fiume Ross

Il virus del fiume Ross può causare molteplici sintomi in chi è infetto, i più comuni dei quali sono l'artrite o il dolore alle articolazioni. Altri sintomi includono un'eruzione cutanea sugli arti del corpo, che spesso si manifesta circa 10 giorni dopo l'inizio dell'artrite. I linfonodi possono ingrossarsi, più comunemente nelle ascelle o nella regione inguinale, e raramente si può verificare una sensazione di formicolio nelle mani e nei piedi delle persone colpite, ma ciò si verifica solo in un piccolo numero di individui. Il virus provoca anche sintomi moderati nei cavalli.

## Diagnosi
Il test per il virus del fiume Ross dovrebbe essere eseguito sui pazienti che soffrono di poliartrite acuta, stanchezza e/o eruzioni cutanee con una storia di viaggio in aree soggette a infezione dal virus. La sierologia è il metodo appropriato per diagnosticare il virus del fiume Ross. Entro 7 giorni dall'infezione, il virus produce immunoglobuline M (IgM) e questa è una diagnosi che si presume positiva. Le IgM possono persistere per mesi o addirittura anni, inoltre i falsi positivi possono essere scatenati dal virus della foresta di Barmah, dalla rosolia, dalla febbre Q o dal fattore reumatoide. Per testare completamente il virus del fiume Ross, è necessario effettuare un secondo test sierologico 10-14 giorni dopo il primo. Il paziente può quindi essere dichiarato positivo all'infezione da virus del fiume Ross se si verifica un aumento di 4 volte della quantità di anticorpi IgM.

## Febbre del fiume Ross
La febbre del fiume Ross è la malattia che deriva dal virus ed è anche nota come infezione da virus del fiume Ross o malattia da virus del fiume Ross. Il virus del fiume Ross prende il nome dal fiume Ross a Townsville, luogo in cui è stato identificato per la prima volta. La febbre del fiume Ross è la malattia trasmessa dalle zanzare più comune in Australia, dove ogni anno circa 5000 persone vengono infettate dal virus.